# Кара-Кагріз (дегестан, бахш Кара-Кагріз)
Кара-Кагріз (перс. قره کهریز) — дегестан в Ірані, у бахші Кара-Кагріз, в шагрестані Шазанд остану Марказі.

## Населені пункти
До складу дегестану входять такі населені пункти:
- Аб-Барік
- Акбарабад
- Аліабад
- Анбарте
- Баг-е Бар-Афтаб
- Варака
- Ваше
- Гафте
- Гесар-е Могаммадіє
- Гінар
- Дастджерде
- Дегпуль
- Джамалабад
- Емарат
- Кадамґаг
- Калье-є Дізіджан
- Калье-є Пасі-Джан
- Керк
- Мучан
- Промисловий комплекс Базне
- Рашан
- Сар-Сахті-є Паїн
- Суране
- Таджаре
- Такіє
- Ченас